# Regis Philbin
Regis Francis Xavier Philbin (ur. 25 sierpnia 1931 w Nowym Jorku, zm. 24 lipca 2020 w Greenwich) – amerykańska osobowość telewizyjna. Laureat nagrody Emmy. Dzierżył rekord Guinnessa w długości pracy przed kamerami. Mówiło się o nim jako „najciężej pracującym człowieku show-businessu”.
Najbardziej znany był z prowadzenia teleturniejów Who Wants to Be a Millionaire? (w Polsce znanego jako Milionerzy) oraz Million Dollar Password, a także porannego talk-show Live with Regis and Kelly. Był również prowadzącym pierwszej edycji show America’s Got Talent (Mam talent!).
Zmarł 24 lipca 2020 na zawał serca w Greenwich w wieku 88 lat.